# Tetrocycloecia pelliculata
Tetrocycloecia pelliculata är en mossdjursart som först beskrevs av Campbell Easter Waters 1879.  Tetrocycloecia pelliculata ingår i släktet Tetrocycloecia och familjen Tretocycloeciidae. Inga underarter finns listade i Catalogue of Life.